# Принія бліда
Принія бліда (Prinia somalica) — вид горобцеподібних птахів родини тамікових (Cisticolidae). Мешкає в Східній Африці.

## Підвиди
Виділяють два підвиди:
- P. s. somalica (Elliot, DG, 1897) — північ Сомалі;
- P. s. erlangeri Reichenow, 1905 — від Південного Судану до північної Уганди і південно-східної Кенії.

## Поширення і екологія
Бліді принії мешкають в Сомалі, Ефіопії, Кенії, Південному Судані та Уганді. Вони живуть в сухій савані і сухих чагарникових заростях.